# ایستگاه موئکاماچی
ایستگاه موئکاماچی (به ژاپنی: 六日町駅 Muikamachi-eki) یک ایستگاه قطار واقع در می‌نامی‌اوئونوما، نیگاتا در ژاپن است. این ایستگاه در ۱۸ نوامبر ۱۹۲۳ افتتاح شده است.